# União das Freguesias de Coimbra (Sé Nova, Santa Cruz, Almedina e São Bartolomeu)
União das Freguesias de Coimbra (Sé Nova, Santa Cruz, Almedina e São Bartolomeu), kurz Freguesia de Coimbra oder nur Coimbra, ist eine Gemeinde (Freguesia) im Kreis (Concelho) von Coimbra im mittleren Portugal. Sie stellt den historischen Stadtkern der Stadt dar.
In der Gemeinde leben 13.971 Einwohner auf einer Fläche von 8,33 km² (Stand nach Zahlen von 2011).
Die Gemeinde entstand im Zuge der Gebietsreform in Portugal am 29. September 2013 durch Zusammenlegung der Gemeinden Sé Nova, Santa Cruz, Almedina und São Bartolomeu. Sé Nova wurde Sitz der Gemeinde, die übrigen ehemaligen Gemeindeverwaltungen blieben als Außenstellen weiter bestehen.